# Devlet III Giray
Devlet III Giray (1647—1717) fou kan de Crimea (1716-1717) nomenat al lloc de Kaplan I Giray el novembre del 1716. Era fill d'Adil Giray, del que no se sap exactament l'ascendència, però que no era descendent de Selim I Giray.
El sultà va saber que el nomenament no havia satisfet al beg dels Shirin i en general als mirzes i als tàtars, tots els quals afavorien per a kan a un membre de la família de Selim I. Per això al cap de quatre mesos el va deposar. Va morir pocs mesos després dins del mateix 1717. El càrrec va passar a Saadet IV Giray, fill de Selim.